# فانيسا هادجنز
فانيسا آن هادجنز معروفة بـ(فانيسا هادجنز) ولدت في (14 ديسمبر 1988) في ساليناس كاليفورنيا في الولايات المتحدة الأمريكية، ممثلة ومغنية أمريكية، اشتهرت بعد دورها في الفيلم الغنائي (بالإنجليزية: هاي سكول ميوزيكال) الذي قدمته قناة ديزني [بحاجة لمصدر]، وانتجت البومان (بالإنجليزية: V) [بحاجة لمصدر]، و(بالإنجليزية: Identified) [بحاجة لمصدر].

## نشأتها
ولدت فانيسا في ساليناس، كاليفورنيا وعاشت على الساحل الغربي طيلة حياتها [بحاجة لمصدر]. أبيها غريغوري هادجنز أمريكي من أصول أيرلندية، وأمها مواطنة من مانيلا، وهي من أصول (الصينية والفلبينية النسب) [بحاجة لمصدر], ولديها شقيقة أصغر منها اسمها: ستيلا هادجنز [بحاجة لمصدر].

## صور عارية لفانيسا
في 6 أيلول، 2007 انتشرت على الإنترنت صور للممثلة والمغنية الأميركية الشابة فانيسا هادجنز وهي عارية. ورغم أن الوضع أثار إضطرابها، أكّدت أنها لا تندم على التقاطها. وقد تسببت نجمة ديزني أخيراً بجدل واسع عندما صدرت صورها على الإنترنت. وقالت: «أظن أن كل شيء يحصل لسبب ما ولن أتراجع عن أمر فعلته. لا أحب التحدث عن ذلك لأنه كان من المفترض أن تبقى الأمور سرية وأودّ لو تبقى كذلك قدر المستطاع» [بحاجة لمصدر].

## الافلام
| السنة | العنوان                              | الدور                | ملاحظات     |
| ----- | ------------------------------------ | -------------------- | ----------- |
| 2003  | Thirteen                             | Noel                 |             |
| 2004  | Thunderbirds                         | Tintin               |             |
| 2008  | هاي سكول ميوزيكال 3: سينيور يير      | Gabriella Montez     |             |
| 2009  | Bandslam                             | Sa5m                 |             |
| 2009  | The Ultimate Idol[126]               | Herself              | Documentary |
| 2011  | بغيض                                 | Lindy Taylor         |             |
| 2011  | ساكر بنش                             | Blondie              |             |
| 2012  | رحلة إلى مركز الأرض (2):الجزيرة غامض | Kailani              |             |
| 2012  | إجازات الربيع                        | Candy                |             |
| 2013  | Choose You                           | Ex-girlfriend        | Short film  |
| 2013  | الأرض المتجمدة                       | Cindy Paulson        |             |
| 2013  | ماشيتي يقتل                          | Cereza Desdemona     |             |
| 2013  | Gimme Shelter                        | Agnes "Apple" Bailey |             |
| 2015  | بالوعة المطبخ                        | Lorelei              |             |

## البرامج التليفزيونية
| السنة | العنوان                       | الدور                                            | ملاحظات                                              |
| ----- | ----------------------------- | ------------------------------------------------ | ---------------------------------------------------- |
| 2002  | Still Standing                | Tiffany                                          | Episode: "Still Rocking" 1.4                         |
| 2002  | Robbery Homicide Division     | Nicole                                           | Episode: "Had" 1.10                                  |
| 2003  | Still Standing                | Lindsay                                          | Episode: "New Tunes" 4.2                             |
| 2005  | Quintuplets                   | Carmen                                           | Episode: "The Coconut Kapow" 1.22                    |
| 2006  | دريك آند جوش                  | Rebecca                                          | Episode: "Little Sibling" 3.33                       |
| 2006  | هاي سكول ميوزيكال             | Gabriella Montez                                 | Movie                                                |
| 2006  | ذا سويت لايف أوف زاك أند كودي | Corrie                                           | 4episodes season 2                                   |
| 2007  | هاي سكول ميوزيكال2            | Gabriella Montez                                 | Movie                                                |
| 2009  | الدجاجة الآلية                | Lara Lor-Van / Butterbear / Erin Esurance 'voice | Episode: "Especially the Animal Keith Crofford" 4.19 |
| 2012  | بانكد                         | Herself                                          | Episode: "Lucy Hale" 9.5                             |
| 2013  | Inner Circle                  | Herself                                          | Documentary                                          |
| 2016  | Grease: Live                  | Betty Rizzo                                      | Special                                              |
| 2017  | بلا قوى (Powerless)           | إميلي لوك                                        | مسلسل كوميدي الموقف (دور رئيسي)                      |

## وصلات خارجية
- فانيسا هادجنز على موقع IMDb (الإنجليزية)
- فانيسا هادجنز على موقع ميتاكريتيك (الإنجليزية)
- فانيسا هادجنز على موقع روتن توميتوز (الإنجليزية)
- فانيسا هادجنز على موقع قاعدة بيانات الأفلام العربية
- فانيسا هادجنز على موقع ألو سيني (الفرنسية)
- فانيسا هادجنز على موقع ميوزك برينز (الإنجليزية)
- فانيسا هادجنز على موقع تيرنر كلاسيك موفيز (الإنجليزية)
- فانيسا هادجنز على موقع أول موفي (الإنجليزية)
- فانيسا هادجنز على موقع بوكس أوفيس موجو (الإنجليزية)
- فانيسا هادجنز على موقع قاعدة بيانات برودواي على الإنترنت (الإنجليزية)